# 永興 (晋)
永興（えいこう）は、西晋の恵帝の治世に使われた元号。304年 - 306年。

## 出来事
- 元年12月：永興と改元。
- 3年6月：光熙に改元。

## 西暦との対照表
| 永興 | 元年  | 2年   | 3年   |
| 西暦 | 304年 | 305年 | 306年 |
| 干支 | 甲子  | 乙丑  | 丙寅  |

## 他元号との対照表
| 永興 | 元年   | 2年   | 3年          |
| 成漢 | 建興元 | 建興2 | 建興3 晏平元 |
| 前趙 | 元熙元 | 元熙2 | 元熙3        |